# فلاح هاشم
فلاح هاشم (10 يونيو 1958) فنان وشاعر ومخرج عراقي، اشتهر بدوبلاج أصوات شخصيات كرتونية شهيرة في عالم الكرتون في الخليج في ثمانينيات القرن العشرين.

## أعماله
عمل مع مؤسسة الإنتاج البرامجي المشترك في عدد من الأعمال. ومن أهم الشخصيات الكرتونية التي أدّى أصواتها في الدبلجة العربية التي أنتجتها المؤسسة:
- عدنان في عدنان ولينا
- فارس في الحوت الأبيض (أنمي)
- فرانس في مسلسل فلونة.
- كمال في الرجل الحديدي
- معلّق في مسلسل حكايات عالمية
- معلق في مسلسل بومبو وفرانس

كتب للتلفزيون العراقي أعمالاً درامية رائدة في نوعها منذ السبعينات مثل الحسن بن الهيثم وابن خلدون والكندي، وغيرها من الأعمال التراثية التي نالت جائزة أحسن أعمال درامية عام 1976، وكذلك عز الدين القسام الذي نال جائزة مهرجان فلسطين الدولي الثاني؛ وكتب أيضاً اعمالاً أخرى منها: 
- بائعة البنفسج
- أحلام سجين
- نماذج من المقهى

كما كتب وأعدَّ مسلسلات إذاعية كثيرة لإذاعة بغداد وصوت الجماهير وإذاعة الكويت وشركات الإنتاج الخاص فيها لتوزع على المحطات الخليجية كلها كما شارك مخرجاً وممثلاً وكاتباً للعديد من المسرحيات في العراق والكويت.
آخر أدواره المسرحية على مسارح لندن هو شخصية كلكامش وأنكيدو وكل الشخصيات الرجالية في إعداد مسرحي عن ملحمة كلكامش قدمت في مدينتي لندن ومانشستر باللغة العربية، وقد كانت اللعبة بالأقنعة مستثمراً خبرته في الدبلجة للقيام بشخصيات مختلفة على المسرح حيث تتحاور الشخصيات مع بعض وهو يؤديها جميعاً بمشاركة الفنانة روناك شوقي التي أدّت هي الأخرى الشخصيات النسائية كلها في اللعبة المسرحية ذاتها.
من الأعمال التلفزيونية الأخيرة التي شارك فيها:
- مسلسل رسائل من رجل ميت
- مسلسل آخر الملوك
- مسلسل رجال وقضية

و له ديوان شعر، ونشر الكثير من قصائده في الصحف والمجلات خصوصاً حين كان يعيش في دولة الكويت.

### أدواره في الدبلجة
- الرجل الحديدي
- عدنان ولينا ( انمي )
- مغامرات توم سوير
- صفر صفر واحد (انمي)
- حكايات عالمية
- أحلى الأيام
- ليدي أوسكار
- الحوت الأبيض
- سهم الفضاء
- فلونة روبنسون كروزو
- عالم الساحر أوز (أنمي)
- سفينة الأصدقاء
- مرجان والفرسان الثلاثة (أنمي)
- مغامرات نحول

### مسرحيات
- نهر الجنون (تمثيل)
- حكاية الرجل الذي فكر لنفسه (تمثيل)
- بنادق في القنيطرة (تمثيل)
- المدينة المفقودة (تمثيل)
- البرج (تأليف واخراج وتمثيل)
- طلب زواج (تمثيل)
- العروسة بهية (تمثيل)
- أمير الأراضي البور (تمثيل)
- البخيل (تمثيل)
- المرتجلة (تمثيل)
- كلكامش (تمثيل)
- حفار القبور (تمثيل)
- في الطريق (إخراج وتمثيل)
- حكاية ليلى (تأليف واخراج وتمثيل)
- الفصول المثمرة (مسرحية شعرية..تأليف وأخراج)
- أصدقاء (مسرحية شعرية للأطفال) (تأليف)
- دكوش يغزو وادي القمر (تأليف أغاني)
- سندريلا (تأليف أغاني)
- سندس (تأليف أغاني)
- الحلاق الثرثار (تأليف أغاني)
- ممثل الشعب (مخرج مساعد)
- حرم سعادة الوزير (مخرج مساعد)
- الصخرة (أوبريت) (تأليف واخراج)
- يبه الساكن على التيل (تمثيل)
- انتيجونا (تمثيل)
- مهنة جذابة (إخراج)
- امتحان الموديل (تمثيل)
- المهرج (تمثيل)
- الجمجمة (تمثيل)
- رجلان في غرفة مغلقة (تأليف وإخراج وتمثيل)
- مدينة الأحلام (تأليف أغاني)
- صديقان (إخراج)

### تلفزيون
- الحسن بن الهيثم (تأليف وتمثيل)
- الكندي (تأليف)
- ابن خلدون (تأليف)
- الجذوة الأولى.. عز الدين القسام (تأليف)
- بائعة البنفسج (إعداد وتمثيل)
- أحلام سجين (إعداد)
- نماذج من المقهى (تأليف)
- وصية أم سعد (تمثيل)
- مسلسل رسائل من رجل ميت (تمثيل)
- مسلسل وراء الستار (تمثيل)
- مسلسل رجال وقضية (تمثيل)
- مسلسل آخر الملوك (تمثيل)
- الوهم (تمثيل)
- زوايا الكاميرا (تمثيل)
- الجبل المهزوم (تمثيل)
- جميل بثينة (تمثيل)
- ابن سينا (تمثيل)
- بلا عنوان (تمثيل)
- أبو تمام (تمثيل)
- سواليف (تمثيل)
- بنت السلف (مخرج مساعد)
- افتح يا سمسم الجزء الثالث (كتابة حلقات وأغاني)
- سلامتك (كتابة حلقات وأغاني)
- برنامج قف (كتابة حلقات وأغاني ومنسق عام للبرنامج)
- برنامج سبع أبواب (أغاني وفكرة وهيكلة البرنامج)
- عدد من حلقات برنامج (قصائد مرئية) تمثيل
- عدد من برنامج (المجلة الثقافية) تمثيل
- مسرحية آمال (كتابة أغاني)

### أذاعة
أهم الأعمال الأذاعية: 
- مسلسل: الإرادة (رحلة ماجلان) (إعداد)
- مسلسل: وارتفع الستار (تأليف)
- قصص فلسطينية (تأليف وإعداد)
- مسلسل الحب وإلا الألفة؟ (تأليف)
- مسلسل: أمنية اسمها التفاهم (تأليف)
- مسلسل: التحليق داخل الشبكة (تأليف)
- مسلسل: نجم في الظهيرة (تأليف)
- مسلسل: وجهان لحالة واحدة (تأليف)
- سيف دمقليس (إعداد عن ناظم حكمت)
- المرأة الغامضة (إعداد)
- الأصابع السوداء (إعداد)
- المغامرون الصغار (إعداد)
- برنامج سلامتك (الإذاعي) إعداد وإخراج

كما قدّم وأخرج العديد من البرامج الإذاعية في إذاعة بغداد وكذلك في إذاعته (بيت العائلة) في لندن وعلّق بصوته على العديد من الأفلام الوثائقية.
و له فيلم إنتاج عام 2016 بعنوان: الإطار إنجليزي .

## روابط خارجية
- فلاح هاشم على موقع قاعدة بيانات الأفلام العربية